# Nathaniel Raymond
Nathaniel Raymond (Massachuetts, 11 de novembre de 1977) és un investigador estatunidenc sobre drets humans, especialitzat en la recerca de crims de guerra. Raymond va dirigir la campanya contra la tortura de Physicians for Human Rights (PHR) i la utilització de la vigilància per satèl·lit d'observació terrestre de la Harvard Humanitarian Initiative (HHI). Raymond defensa la utilització de la intelligence assessment per part de grups de drets humans i organitzacions no governamentals.

## Trajectòria
Raymond va liderar la investigació de Physicians for Human Rights sobre l'ús de la tortura per part del govern dels Estats Units en el marc de la Guerra contra el terrorisme. Va supervisar una investigació sobre la massacre de Dasht-i-Leili, al nord de l'Afganistan, que va incloure el descobriment de fosses comunes el 2002. El 2008, el Departament de Defensa dels Estats Units i el Departament d'Estat van publicar documentació en resposta a les sol·licituds de la Llei de llibertat d'informació de Raymond on reconeixien que van morir entre 1500 i 2000 persones a Dasht-i-Leili.
Raymond va dirigir una investigació sobre el rol dels psicòlegs durant les sessions de tortura i va al·legar que l'Associació Americana de Psicologia va canviar la seva ètica mèdica per a permetre als psicòlegs estar presents durant les investigacions quan s'emprava la tortura. Va criticar l'Agència Central d'Intel·ligència (CIA) i el Departament de Defensa per haver realitzat tortures i experimentacions humanes amb presoners a centre de detenció de Guantánamo i en altres camps clandestins de detenció de la CIA. Va afirmar que aquests fets infringien les Convencions de Ginebra, la Convenció de les Nacions Unides contra la Tortura, el Codi de Nuremberg i la Llei de delictes de guerra de 1996, i ha defensat el processament dels agents de la CIA i del personal militar que es dedicaven a la tortura.
Raymond ha recomanat que el Congrés dels Estats Units que modifiqui la Llei de delictes de guerra per a reforçar la seva prohibició contra l'experimentació humana i que els governs prohibeixin específicament als professionals de la salut la tortura o el tractament inadequat dels presoners. Els documentals Afghan massacre: the convoy of death i Doctors of the dark side es basen en l'obra de Raymond.

### Vigilància per satèl·lit
Raymond va ser el director d'operacions del Satellite Sentinel Project, un programa patrocinat per George Clooney i coordinat a través de la Harvard Humanitarian Initiative, que utilitzava imatges de satèl·lit per a produir informes sobre seguretat al Sudan. El 2011, el Satellite Sentinel Project va detectar imatges de jaciments de fosses comunes recentment excavades a Kordofan del Sud, on l'exèrcit havia atacat la minoria negra. Raymond va afirmar que les Forces Armades Sudaneses van violar les Convencions de Ginebra durant la presa de la ciutat d'Abyei.
Va fundar i actualment dirigeix el Harvard's Signal Program, que duu a terme investigacions i ensenyaments sobre l'ús de la tecnologia per a documentar i prevenir violacions de drets humans. Ha defensat l'ús de la intel·ligència humana i la vigilància per satèl·lit per a investigar i prevenir abusos de drets humans, però també ha expressat la seva preocupació per la mala praxis o l'abús d'aquestes dades.